# واکنش جای‌گیری
واکنش جای‌گیری (به انگلیسی: Insertion reaction) یک واکنش شیمیایی است که در آن یک مولکول یا یک قطعه مولکولی در داخل یک پیوند شیمیایی موجود در مولکول دیگر، جای می‌گیرد. به عنوان مثال:
A + B – C → B– A –C

این اصطلاح فقط به نتیجه واکنش اشاره دارد و سازوکار واکنش را در بر نمی‌گیرد. واکنش‌های جای‌گیری در شیمی آلی، شیمی معدنی و شیمی آلی فلزی مشاهده می‌شود.

| {\displaystyle {\ce {{M-L}+{X-Y}->M-{\overset {\displaystyle Y \atop \|}{X}}-L}}} | \| \| \| \| \| \| \| \| | (a) |
|                                                                                   |                         |     |
|                                                                                   |                         |     |

| {\displaystyle {\ce {{M-L}+ {X-Y}-> M-X-Y-L}}} | \| \| \| \| \| \| \| \| | (b) |
|                                                |                         |     |
|                                                |                         |     |
دو هندسه فضایی معمول برای این واکنش وجود دارد - ۱٬۱ و ۱٬۲ (تصویر بالا). علاوه بر این، مولکول جای‌گیرنده می‌تواند به عنوان یک هسته‌دوست یا یک الکترون‌دوست برای کمپلکس فلزی عمل کند.